# تئاتر ملی جوانان
تئاتر ملی جوانان (انگلیسی: National Youth Theatre) یک سازمان خیریه در لندن است که متعهد به رشد و پیشرفت جوانان از طریق هنرهای خلاقانه است و هدفش، رسیدن به این مقصود از طریق هنر تئاتر و نمایش است. تئاتر ملی جوانان در سال ۱۹۵۶ با همت مایکل کرافت پایه‌گذاری شد و نخستین تئاتر نوجوانان و جوانان محسوب می‌شد و هنرمندان مشهوری چون دنیل دی-لوئیس، دنیل کریگ، تیموتی دالتون، چیویتل اجیوفور، ایان مک‌شین، کالین فرث، شان اونز، مت اسمیت، جینا مک‌کی، دیزی لوئیس،
جسیکا هاینس، هیو بونه‌ویل، ریچل استرلینگ، هلن میرن، رزمند پایک، پولین موران و دیوید سوشی را تربیت و به دنیای هنر معرفی نمود.
این مرکز آموزشی هر سال جلسات استعدادیابی و مصاحبه‌های حرفه‌ای تئاتر در سرتاسر انگلستان برگزار می‌کند و بیش از ۵٬۰۰۰ متقاضی تحصیل دارد.

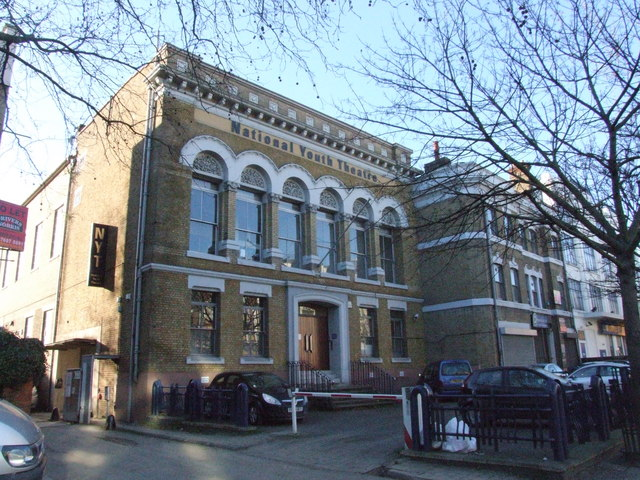
ساختمان تئاتر ملی جوانان در هالووی، لندن